# Halowe Mistrzostwa Europy w Lekkoatletyce 1983 – bieg na 200 m mężczyzn
Bieg na 200 metrów mężczyzn – jedna z konkurencji biegowych rozgrywanych podczas halowych lekkoatletycznych mistrzostw Europy w Sportscsarnok w Budapeszcie. Eliminacje, półfinały i bieg finałowy zostały rozegrane 6 marca 1983. Zwyciężył reprezentant Związku Radzieckiego Aleksandr Jewgienjew. Tytułu zdobytego na poprzednich mistrzostwach nie bronił Erwin Skamrahl z Republiki Federalnej Niemiec.

## Rezultaty

### Eliminacje
Rozegrano 4 biegi eliminacyjne, do których przystąpiło 15 biegaczy. Awans do półfinału dawało zajęcie jednego z pierwszych dwóch miejsc w swoim biegu (Q). Skład półfinałów uzupełniło dwóch zawodników z najlepszym czasem wśród przegranych (q).
Opracowano na podstawie materiału źródłowego.
Bieg 1
| Miejsce | Zawodnik       | Czas  | Uwagi |
| ------- | -------------- | ----- | ----- |
| 1       | István Nagy    | 21,25 | Q     |
| 2       | Jacques Borlée | 21,29 | Q     |
| 3       | Aldo Canti     | 21,50 | q     |
| 4       | Şükrü Çaprazlı | 22,52 |       |

Bieg 2
| Miejsce | Zawodnik             | Czas  | Uwagi |
| ------- | -------------------- | ----- | ----- |
| 1       | Aleksandr Jewgienjew | 21,28 | Q     |
| 2       | Peter Klein          | 21,54 | Q     |
| 3       | Earl Tulloch         | 21,78 |       |
| 4       | Tommy Johansson      | 22,15 |       |

Bieg 3
| Miejsce | Zawodnik       | Czas  | Uwagi |
| ------- | -------------- | ----- | ----- |
| 1       | Roland Jokl    | 21,27 | Q     |
| 2       | László Babály  | 21,30 | Q     |
| 3       | Wiktor Bryzhin | 21,31 | q     |

Bieg 4
| Miejsce | Zawodnik           | Czas  | Uwagi |
| ------- | ------------------ | ----- | ----- |
| 1       | Ferenc Kiss        | 21,34 | Q     |
| 2       | Czesław Prądzyński | 21,42 | Q     |
| 3       | Jouko Lehtinen     | 21,87 |       |
| 4       | Per-Ola Olsson     | 22,28 |       |

### Półfinały
Rozegrano 2 biegi półfinałowe, w których wystartowało 10 biegaczy. Awans do finału dawało zajęcie jednego z dwóch pierwszych miejsc w swoim biegu (Q). Skład finału uzupełnił zawodnik z najlepszym czasem wśród przegranych (q).
Opracowano na podstawie materiału źródłowego.
Bieg 1
| Miejsce | Zawodnik           | Czas  | Uwagi |
| ------- | ------------------ | ----- | ----- |
| 1       | István Nagy        | 20,94 | Q,    |
| 2       | Jacques Borlée     | 21,10 | Q     |
| 3       | Czesław Prądzyński | 21,25 | NR    |
| 4       | Aldo Canti         | 21,58 |       |
| –       | Wiktor Bryzhin     | DQ    |       |

Bieg 2
| Miejsce | Zawodnik             | Czas  | Uwagi |
| ------- | -------------------- | ----- | ----- |
| 1       | Aleksandr Jewgienjew | 20,93 | Q,    |
| 2       | Ferenc Kiss          | 21,04 | Q     |
| 3       | Peter Klein          | 21,22 | q     |
| 4       | László Babály        | 21,32 |       |
| 5       | Roland Jokl          | 21,40 |       |

### Finał
Opracowano na podstawie materiału źródłowego.
| Miejsce | Zawodnik             | Czas  |
| ------- | -------------------- | ----- |
| 1       | Aleksandr Jewgienjew | 20,97 |
| 2       | Jacques Borlée       | 21,13 |
| 3       | István Nagy          | 21,18 |
| 4       | Peter Klein          | 21,41 |
| 5       | Ferenc Kiss          | 21,57 |